# Onthophagus ursus
Onthophagus ursus är en skalbaggsart som beskrevs av Antoine Boucomont 1926. Onthophagus ursus ingår i släktet Onthophagus och familjen bladhorningar. Inga underarter finns listade i Catalogue of Life.